# Marigny (Saône-et-Loire)
Marigny é uma comuna francesa na região administrativa de Borgonha-Franco-Condado, no departamento de Saône-et-Loire. Estende-se por uma área de 22,3 km². Em 2010 a comuna tinha 160 habitantes (densidade: 7,2 hab./km²).